# Therapieschema
Therapieschema (Plural: Therapieschemata) steht im medizinischen Bereich für eine standardisierte Vorgehensweise, die bei der Behandlung einer bestimmten Erkrankung eingesetzt wird.
Therapieschemata werden z. B. in der Behandlung von Asthma, COPD, Diabetes, Krebs und / oder auch Multiple Sklerose angewendet. Sie können medikamentöse und nicht-medikamentöse Therapieformen umfassen. Handelt es sich um ein medikamentöses Therapieschema, beinhaltet es die kontrollierte Gabe von Arzneistoffen mit einer definierten Dosis in einem bestimmten Zeitablauf.

## Beispiele
Am häufigsten werden Therapieschemata in der Onkologie bei der Chemotherapie eingesetzt. Für die Namensgebung in der Onkologie werden oft die beteiligten Arzneistoffe zu einem Akronym zusammengezogen; z. B.:
- ABVD
- CHOP
- CMF (Cyclophosphamid – Methotrexat – 5-Fluoruracil)
- COPP
- FOLFIRI
- FOLFOX

Auch in anderen Indikationen werden Therapieschemata verwendet. Gemäß den Leitlinien sollte z. B. jede Person mit Asthma nach einem fünfstufigen Stufenplan behandelt werden. Hauptbestandteil des Therapieschemas sind die „klassischen“ Asthma-Medikamente in unterschiedlichen Dosierungen. Ab Stufe fünf werden Asthma-Antikörper (Biologika) empfohlen.
In der Behandlung der Multiple Sklerose spricht man beispielsweise von Basistherapie und Eskalationstherapie. Der Begriff Impulstherapie meint – im Gegensatz zur bisherigen Therapie der MS – eine kurze Gabe eines Medikamentes, wodurch ein therapeutischer „Impuls“ gesetzt wird. Dieser wird gegebenenfalls wie bei einer Impfung „aufgefrischt“. Der Wirkstoff selber ist dadurch nur für eine kurze Zeit im Körper, aber seine Wirkung hält nachhaltig, teilweise über Jahre an. Die Impulstherapie ist somit die Alternative zu einer Dauertherapie, bei der (bis zu täglich) Medikamente eingenommen oder gespritzt werden müssen, um wirksam zu sein. Das Therapieschema „Impulstherapie“ ist somit auch für nicht-adhärente Patienten leicht einzuhalten.

## Pay-for-Performance
Pay-for-Performance ist ein ökonomisches Therapieschema, das angesichts der kontinuierlich steigenden Arzneimittelausgaben ein neuartiges Preismodell darstellt. Im Rahmen eines Pay-for-Performance-Vertrages zwischen Krankenkasse und Hersteller werden die Kosten einer Arzneimitteltherapie an den Behandlungserfolg gekoppelt. Dieses Modell gibt es z. B. bei einer Krebshandlung und auch bei der MS-Behandlung.